# Heine Eriksen
Heine Eriksen er en dansk håndboldtræner. Han trænede i en årrække de danske ungdomskvindelandshold på både U/19- og U/17-landsholdet. Han var desuden cheftræner for Aarhus United, i perioden 2017 til 2023.
I 2001-2002 sæsonen var han cheftræner i Horsens HK. Sæsonen efter blev han træner for Frederikshavn FOX Team Nord, hvor han var indtil 2004. I 2005-2006 sæsonen trænede han Randers HK.
I 2015 var han fra januar til juni midlertidig landstræner på det danske damelandshold, da Jan Pytlick stoppede.
I 2023 blev han fyret i Aarhus United, da klubben "ikke kunne rumme Heine Eriksens ledelsesstil". Klubbens forperson, Jan Snogdal, kaldte Eriksens ledelsesstil "frygtbaseret" og "en kilde til mistrivsel". Eriksen afviste beskyldningerne.